# آبو (سجستان)
آبُو، قرية من قرى سجستان التاريخيَّة في العصور الإسلاميَّة المُبكرة.

## أعلام
- أبو الحسن الآبري: شيخ ومُحدث من أئمة الحديث، له كتاب نفيس كبير في أخبار الإمام محمد بن إدريس الشافعي، رحل إلى مصر والشام والحجاز والعراق وخراسان، وروى عن الكثير، توفي في رجب سنة 363هـ / أبريل 974م.[1][3]

### فهرس المنشورات
1. 1 2  الحموي (1977)، ج. 1، ص. 49.
2. ↑  الذهبي (1996)، ج. 16، ص. 300.
3. ↑  الذهبي (1996)، ج. 16، ص. 299-301.

### معلومات المنشورات كاملة
الكتب مرتبة حسب تاريخ النشر
- ياقوت الحموي (1977)، معجم البلدان (ط. 1)، بيروت: دار صادر، OCLC:1014032934، QID:Q114913343
- شمس الدين الذهبي (1996)، سير أعلام النبلاء، تحقيق: شعيب الأرنؤوط (ط. 11)، بيروت: مؤسسة الرسالة، OCLC:49724069، QID:Q124255462